# Ваденско море
Ваденско море ( немачки : Wattenmeer, холандски : Waddenzee, фризијски : Waadsee, доњонемачки : Wattensee, дански : Vadehavet, енглески :Wadden Sea ) је назив за водено тело и припадајуће му приобалне мочваре које се налазе између дела обале северозападне континенталне Европе и Северног мора .
Ваденско море се протеже од Ден Хелдера у Холандији до његовог северног краја у близини Есбјерга у Данској, са укупном дужином од око 500 км и укупном површином од приближно 10.000 км².
Одликују га алувијални муљни плићаци(холандски: Wad, енглески: mudflat, доњонемачки и немачки: Watt, дански: Vade) по којима је море и добило име, затим дубоки плимни ровови као и острва која се налазе/настају усред овога. Цела област је бојно поље  између мора и копна. Пејзаж је свуда обликован под утицајем олујних плиме .
Ваденско море је познато по својој богатој фаунии флори . Тамо у једном тренутку борави до 6,1 милион птица селица, а сваке године у просеку на овом подручју борави 10-12 милиона птица. Стога је данас велики део овог мора заштићен у оквиру сарадње три државе (Холандска зона заштите Ваденског мора и немачки национални паркови Доња Саксонија и Шлезвиг-Холштајн).

Владе Холандије, Данске и Немачке су радиле заједно од 1978. на заштити овог мора. Сарадња обухвата управљање, праћење и истраживање, као и политичка питања. Године 1982. договорена је заједничка декларација о заштити Ваденског мора ради координације акција и предузимања мера у циљу заштите овог мора. 1997. године коначно је усвојен Трипартитни план за Ваденско море. Године 2009. холандски и немачки део Ваденског мора (66% целокупне обале) уврштен је на Унескову листу светске баштине у Европи као највећи систем непрекидних пешчаних плићака на свету, који се сматра једним од најважнијих места. за сеобу птица селица из Африке у Европу и обрнуто. Године 2014 Унеско је уписао и дански део обале.
- Фоке на спруду на  Холандском Ваденском мору
- Морске птице на острву Јуист
- Ваденско море недалеко од Вилхелмсхафена
- Такозвани Ватваген („блатна кола“) код Нојверка